# Jano Ananidze
Jano Ananidze (Georgisch:  ჯანო ანანიძე) (Koboeleti, 10 oktober 1992) is een Georgisch voetballer die bij voorkeur als middenvelder speelt. Hij stroomde in 2009 door vanuit de jeugd van Spartak Moskou. Hij debuteerde in 2009 in het Georgisch nationaal elftal.

## Clubcarrière

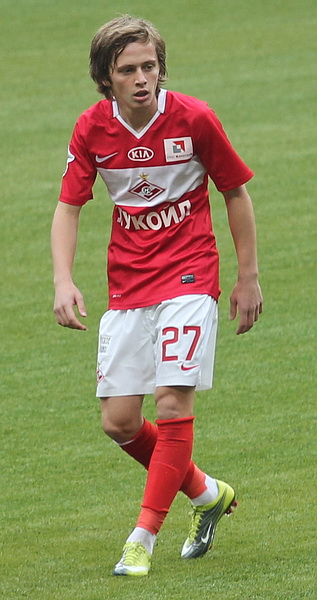
Ananidze spelend bij Spartak Moskou.

Ananidze debuteerde voor Spartak Moskou in de beker op 15 juli 2009 tegen FK Krasnodar. Op 1 augustus 2009 debuteerde hij in de Premjer Liga. Op 18 oktober 2009 werd hij de jongste doelpuntenmaker ooit in de Russische voetbalcompetitie. Hij was amper 17 jaar en 8 dagen oud toen hij scoorde in de derby tegen Lokomotiv Moskou.

## Interlandcarrière
Ananidze debuteerde op 5 september 2009 voor Georgië, tegen Italië. Op 17 november 2010 scoorde hij zijn eerste doelpunt voor Georgië, tegen Slovenië. Op 11 november 2011 scoorde hij vanaf de penaltystip zijn tweede interlanddoelpunt, tegen Moldavië.
2 Reabciuk ·
4 Duarte ·
5 Klassen ·
6 Babić ·
7 Sobolev ·
8 Moses ·
10 Promes ·
13 Lajkin ·
14 Dzjikija  ·
17 Zinkovsky ·
18 Oemjarov ·
19 Medina ·
22 Ignatov ·
23 Tsjernov ·
25 Proetsev ·
35 Martins ·
39 Maslov ·
47 Zobnin ·
57 Selichov ·
68 Litvinov ·
70 Meljosjin ·
77 Bongonda ·
82 Chloesevitsj ·
88 Svinov ·
97 Denisov ·
98 Maksimenko ·
Coach: Abascal